# Од сваког кога сам волела
„Од сваког кога сам волела” је југословенска телевизијска серија снимљена 1971. године у продукцији Телевизије Београд.

## Улоге
| Глумац                  | Улога |
| ----------------------- | ----- |
| Милан Ајваз             |       |
| Драгомир Чумић          |       |
| Радмило Ћурчић          |       |
| Милена Дравић           |       |
| Дивна Ђоковић           |       |
| Душан Јакшић            |       |
| Нада Касапић            |       |
| Миодраг Лазаревић       |       |
| Оливера Марковић        |       |
| Михајло Бата Паскаљевић |       |
| Ирена Просен            |       |
| Љубиша Самарџић         |       |
| Гојко Шантић            |       |
| Добрила Стојнић         |       |
| Божидар Стошић          |       |
| Еуген Вербер            |       |
| Душица Жегарац          |       |

Комплетна ТВ екипа ▼
| Редитељ     | Пуриша Ђорђевић       |
| Сценариста  | Пуриша Ђорђевић       |
| Монтажер    | Клеопатра Харисијадес |
| Костимограф | Дивна Јовановић       |